# Vonetta McGee
Vonetta Lawrence McGee (ur. 14 stycznia 1945 w San Francisco, zm. 9 lipca 2010 w Berkeley) – amerykańska aktorka.

## Życiorys
Urodziła się w San Francisco w Kalifornii jako córka Almy McGee (z domu Scott) i Lawrence’a McGee. Miała dwóch braci – Ronalda Wayne’a i Donalda Careya oraz siostrę Almę Irene. W 1962 ukończyła San Francisco Polytechnic High School. W wieku 17 lat zdiagnozowano u niej chłoniaka Hodgkina. Rodzina zachęcała ją, aby została prawnikiem. Rozpoczęła studia prawnicze na Uniwersytecie Stanowym w San Francisco i występowała z grupą teatralną Black Aldridge Players West. W końcu rzuciła studia i wyjechała za granicę w poszukiwaniu pracy aktorskiej.
Jej pierwszą rolą była Pauline Mid w kultowym spaghetti westernie Sergia Corbucciego Człowiek zwany Ciszą (Il grande silenzio, 1968) u boku Jean-Louisa Trintignanta i Klausa Kinskiego. Następnie zagrała tytułową postać Faustiny Ceccarelli we włoskiej komedii Luigiego Magniego Faustyna (1968). Później stała się rozpoznawalna dzięki drugoplanowym rolom w sensacyjnych dramatach kryminalnych Blaxploitation: Melinda (1972) z Calvinem Lockhartem i Hammer (1972) z Fredem Williamsonem.
29 maja 1987 zawarła związek małżeński z aktorem Carlem Winstonem Lumbly. Mieli syna Brandona Carrola (ur. 
23 czerwca 1988). 
W 2001 u McGee zdiagnozowano raka. Zmarła 9 lipca 2010 z powodu nagłego zatrzymania krążenia w wieku 65 lat.

## Filmografia

### Filmy
| Rok  | Film | Rola                          | Reżyser              |
| ---- | --- | ----------------------------- | -------------------- |
| 1968 | Faustyna | Faustina Ceccarelli           | Luigi Magni          |
| 1968 | Człowiek zwany Ciszą (Il grande silenzio)                                                                    | Pauline Mid                   | Sergio Corbucci      |
| 1968 | Bądź w porcie nocą (The Lost Man)                                                                            | Diane Lawrence                | Robert Alan Aurthur  |
| 1970 | List na Kreml (The Kremlin Letter)                                                                           | „Murzynka”                    | John Huston          |
| 1972 | Ja, zakonnica... dla trzech łajdaków i siedmiu grzeszników (Io monaca... per tre carogne e sette peccatrici) | Nada                          | Ernst R. von Theumer |
| 1972 | Melinda | Audrey Miller / Melinda Lewis | Hugh A. Robertson    |
| 1972 | Blacula | Tina Williams / Luva          | William Crain        |
| 1972 | Hammer | Lois                          | Bruce D. Clark       |
| 1973 | Taśmy Norlissa (The Norliss Tapes, TV)                                                                       | Panna Jeckiel                 | William F. Nolan     |
| 1973 | Shaft w Afryce (Shaft in Africa)                                                                             | Aleme                         | John Guillermin      |
| 1973 | Detroit 9000                                                                                                 | Roby Harris                   | Arthur Marks         |
| 1974 | Thomasine i Bushrod (Thomasine & Bushrod)                                                                    | Thomasine                     | Gordon Parks Jr.     |
| 1975 | Akcja na Eigerze (The Eiger Sanction)                                                                        | agentka C-2 Jemima Brown      | Clint Eastwood       |
| 1977 | Bracia (Brothers)                                                                                            | Paula Jones                   | Arthur Barron        |
| 1977 | Foxbat | Toni Hill                     | Po-Chih Leong        |
| 1978 | Superdome (TV)                                                                                               | Sonny                         | Jerry Jameson        |
| 1984 | Komornicy (Repo Man)                                                                                         | Marlene                       | Alex Cox             |
| 1990 | Spać ze złem (To Sleep with Anger)                                                                           | Pat                           | Charles Burnett      |
| 1991 | Brother Future                                                                                               | Mortilla                      | Roy Campanella II    |
| 1998 | Johnny B Good                                                                                                | Lidia                         | Richard Brooks       |
| 2007 | Czarny sierpień (Black August)                                                                               | Georgia Jackson               | Samm Styles          |

### Seriale
| Rok       | Film                                 | Rola                          | Odcinki                       |
| --------- | ------------------------------------ | ----------------------------- | ----------------------------- |
| 1970      | Bill Cosby Show                      | Ruth                          | odc. „There Must Be a Party”  |
| 1975      | Sierżant Anderson (Police Woman)     | Dee                           | odc. „Don’t Feed the Pigeons” |
| 1979      | Starsky i Hutch (Starsky & Hutch)    | Joan Meredith                 | odc. „Black and Blue”         |
| 1984–1986 | Magnum (Magnum, P.I.)                | Inez Stuart / Josephine Baker | 1 odcinek                     |
| 1984–1986 | Cagney i Lacey (Cagney & Lacey)      | Claudia Petrie                | 4 odcinki                     |
| 1985      | Hell Town                            | siotra Indigo                 | 8 odcinków                    |
| 1987      | Amen                                 | Monica Rutledge               | 1 odcinek                     |
| 1987–1988 | Bustin' Loose                        | Mimi Shaw                     | 26 odcinków                   |
| 1989–1990 | Prawnicy z Miasta Aniołów (L.A. Law) | Jackie Williams               | 7 odcinków                    |
| 1997      | Okrutne ulice (EZ Streets)           | Marie Davidson                | 2 odcinki                     |